# Томашевич Кипріян
Томашевич Кипріян († 1684 або близько 1699), гравер, війт і суддя у Кам'янці-Подільському; після 1672 року виконав план Кам'янця-Подільського.

## Життєпис
За освітою був землеміром. Був одним з райців у магістраті. У 1671 році Томашевич був обраний війтом польської громади, виконував обов'язки судді. За проєктом Томашевича було збудовано один з міських шанців. Жив у будинку в межах сучасної садиби по вулиці Татарській 23.
Був одним з лідерів оборони Кам'янця у 1672 році.

## План Кам'янця

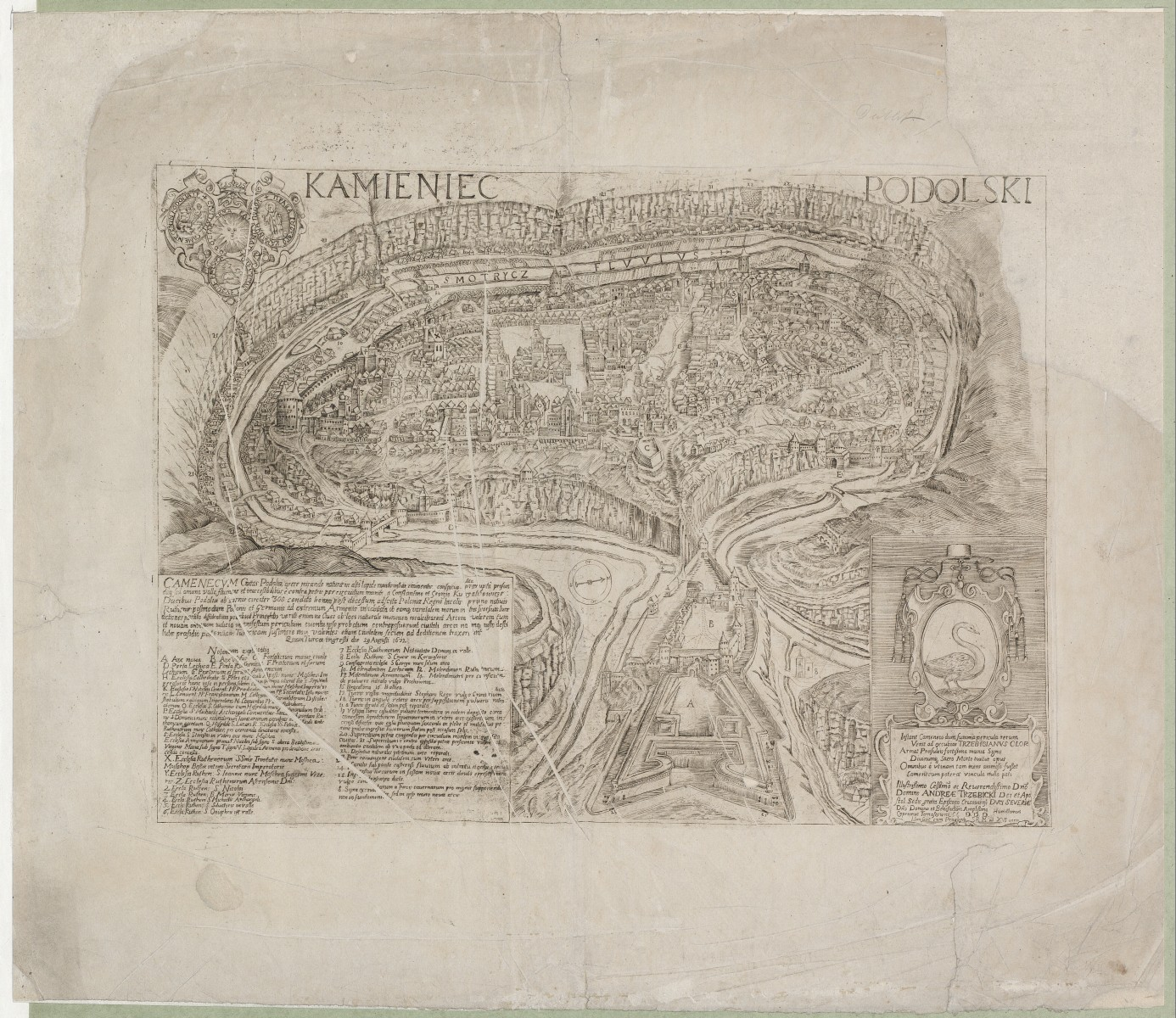
Гравюра-мідьорит із зображенням Камянця в 1672 році авторства Кипріяна Томашевича

Томашевич є автором відомого мідьориту з зображенням плану Кам'янця. На аксіометричному плані він зобразив місто станом на 1672 рік у дрібних деталях, при цьому вніс зміни, які відбулися у зв'язку з взяттям міста турками. У верхньому лівому кутку гравюри помістив герб Кам'янця, оточений гербами польської, руської (української) та вірменської громад міста. У нижньому правому кутку — герб та присвяту краківському єпископу Анджею Тшебицькому, який оплатив створення мідьориту.
У лівому нижньому куту розташований напис латиною:
|  | Кам'янець - місто Поділля, дивним мистецтвом природи поставлене на високій скелі, схожій на гору, відділене глибокою, але приємною долиною та річкою, оточене звідусіль неприступними скелями, збудоване Костянтином і Георгієм Коріятовичами, князями Подільськими, літ тому 300, а по їх смерті приєднане до Польської держави; спочатку населене корінними руськими, потім поляками та німцями і, нарешті, вірменами. Таке розмаїття звичаїв та мови мешканців зумовило недовірливість зверхників, і вони, непокоячись, аби мешканці, зважаючи на природне укріплення міста, не збунтувалися, збудували на протилежному боці міста, запобігаючи очевидній небезпеці, два замки - старий і новий. Але ці замки не мали достатньої залоги, не змогли опиратися силі турків і тому, разом із містом, здалися, і турки увійшли 29 серпня 1672 року |

Також там же є підписи та позначки, які в подальшому допомогли історикам дізнатися про розташування окремих будівель. План є одним з найстаріших детальних описів міста.